# Vormeister

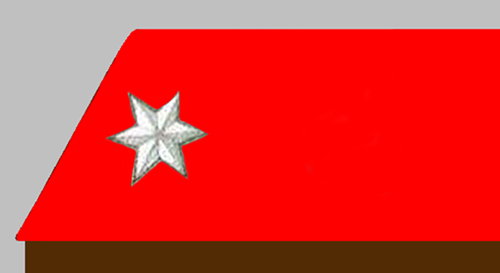
Vormeister

In der Armee Österreich-Ungarns war Vormeister ein militärischer Dienstgrad in der Gruppe der Mannschaften. 
Der Vormeister (ungarisch főtüzér) gehörte ursprünglich nur zur Artillerie und entsprach dem Dienstgrad Gefreiter bei der Infanterie und dem Patrouilleführer bei den k.u.k. Feldjägern bzw. den k.u.k. Kaiserjägern, den k.k. Landesschützen und der Kavallerie.  Als Dienstgradabzeichen (Dienstgradabzeichen) trug er einen einzelnen weißen Zelluloid-Stern auf dem roten Stehkragen zum Waffenrock und auf einer roten Unterlage (Paroli) zur Feldbluse.
Da das Personal  der späteren selbstständigen Maschinengewehr-Abteilungen zur Artillerie gehörte, wurden auch hier die Gefreiten  als Vormeister  bezeichnet.
Der Vormeister stand über dem Kanonier und unter dem Geschütz-Vormeister (Gewehr-Vormeister bei den Maschinengewehr-Abteilungen).